# 大花草目
大花草目是 1981年的克朗奎斯特分类法列出的一个目，包括3科，1998年根据基因亲缘关系分类的APG 分类法认为应该取消这个目，其属下的菌花科被分到胡椒目之下，其余两科被分到金虎尾目，但其归属尚有争议， 2003年经过修订的APG II 分类法维持原分类。